# Casa de raport de pe str. Vlaicu Pârcălab (Chișinău)
Casa de raport de pe str. Vlaicu Pârcălab este o clădire amplasată pe str. Vlaicu Pârcălab în Chișinău, Republica Moldova. Este un monument arhitectural de importanță națională inclus în Registrul monumentelor Republicii Moldova ocrotite de stat cu nr. 92 (municipiul Chișinău). Datează din înc.sec. XX.